# سرطانة اللوزة
سرطانة اللوزة (بالإنجليزية: Tonsil carcinoma)‏ إحدى أنماط السرطانة حرشفية الخلايا. تعد اللوزة المكان الأشيع للسرطانة حرشفية الخلايا في البلعوم الفموي، وتشكل 23.1% من خباثات البلعوم الفموي. ترسل سرطانة اللوزة نقائل إلى العقد اللمفية الرقبية في نحو 70% من المرضى، وكثيرًا ما تشخّص في مراحل متقدمة. يشكو المصابون غالبًا من التهاب الحلق أو ألم الأذن أو عسر البلع، وقد يشعرون بوجود كتلة في الحلق، وقد يكون العرض الوحيد لديهم وجود عقدة في العنق في نحو 20% من الحالات.
تشمل عوامل الخطر الرئيسة لتطوّر سرطان اللوزة تدخين التبغ والاستهلاك المنتظم لكميات كبيرة من الكحول. ترتبط السرطانة أيضًا مع عدوى فيروس الورم الحليمي البشري (إتش ب ڤي نمط 16)، وتتضمن العوامل الأخرى إهمال الصحة الفموية والاستعداد الوراثي الذي يقود للإصابة بسرطان الحلق، وحالات تثبيط المناعة (مثل التثبيط المرافق لزرع الأعضاء) والتعرض المزمن لبعض المواد مثل الأسبست ورباعي كلورو الإيثلين في بعض المهن، إضافةً إلى العلاج الشعاعي والعوامل الغذائية.

## الأعراض والعلامات
لا تسبب السرطانة أعراضًا عادةً في المراحل الباكرة. يشكل المرضى المشخصون في المراحل المتأخرة من المرض نحو 66-77% من الحالات، وتتضمن أهم العلامات كتلة عنق مجسوسة مع فقدان الوزن، وقد يكون التعب أيضًا أحد الأعراض التي يشكو منها المرضى.[بحاجة لمصدر]
لا يمكن تمييز أعراض وعلامات الورم البدئي بسهولة في أثناء نموه داخل محفظة اللوزة، ومن الصعب الاشتباه بالسرطانة عند فحص اللوزة عدا عن وجود تضخم خفيف أو تطور صلابة حول المنطقة. قد تحدث السرطانة عميقًا في موقع واحد أو أكثر داخل خبايا اللوزة، وقد تترافق مع ضخامة اللوزة. تنمو اللوزة المصابة في المساحة البلعومية الفموية فيشعر المريض بكتلة عنقية في الناحية الوداجية ذات البطنين غالبًا.
قد تنتقل سرطانة اللوزة إلى العقد اللمفية الرقبية التي تظهر غالبًا بشكل كيسي نتيجة احتواء اللوزة على شبكة غنية بالأوعية اللمفية، ويمكن أن يمتد للورم إلى الجمجمة أو المنصف. تشمل الأعراض الإضافية ألم الحلق وعسرة البلع وألم الأذن (نتيجة إصابة الأعصاب القحفية) والإحساس بجسم غريب والنزف وتثبت اللسان (عند ارتشاح العضلات العميقة) والتكزز (إذا أصيبت العضلة الجناحية في المسافة حول البلعومية). [بحاجة لمصدر]
قد يسبب الورم جرحًا فطريًا عميقًا أحمر أو أبيض (يُسمى القرحة السرطانية) ينمو نحو الخارج مخترقًا سطح الجلد مع تقرّح مركزي. تكون القرحة الشبيهة بالجرح غير قابلة للشفاء وتؤدي إلى النزف وألم الحلق وأعراض أخرى مرافقة. تُظهر الآفة ثلاث علامات بالخزعة: النسيج المبرغل، والصلابة والتكيس نتيجة التقرن الجلدي، والتليف والتنخر على التوالي، وقد تظهر أيضًا ضخامة في العقد لمفية رقبية.[بحاجة لمصدر]

## الأسباب
يعد التدخين واستهلاك الكحول عوامل الخطر الأهم، وأضيفت الأسباب الفيروسية حديثًا ضمن العوامل المسببة، ومنها فيروس إبشتاين-بار (إي بي ڤي) (يؤدي بشكل أساسي إلى سرطان البلعوم الأنفي) وفيروس الورم الحليمي البشري. ارتبط مضغ جوز البنتول (جوز الأريقة) مباشرةً مع حدوث السرطانات الفموية، وأدرج في قاعدة بيانات إدارة الغذاء والدواء الأمريكية للنباتات السامة. يسبب النظام الغذائي غير المتوازن والفقير بالفواكه والخضار زيادةً في خطر حدوث السرطان.